# Aétiosz
Aétiosz (Aëtius Antiochenus, Ἁέτιος ὁ Ἀντιοχεύς) (Coele-Syria, 300 – Konstantinápoly, 367) az arianizmus alapítója. Ellenfelei, a trinitáriusok az Ateista néven emlegették.
Placita címen ismert terjedelmes filozófiai enciklopédiáját Hermann Alexander Diels azonosította és rekonstruálta (Diels: Doxographi Graeci 1879, Megaraiak 9.)

## Élete és írásai
Aétiosz Coele-Syriában (Koilé-Szíriában) született. és vagy rabszolgaként, vagy nagy szegénységben nőtt fel. Később, hogy támogatni tudja özvegy anyját, aranyművesként dolgozott Antiokheiában. Ugyanekkor kezdett filozófiát is tanulni Anyjának halála után tovább folytatta munkáját, tanulmányaiban pedig a keresztény iratok tanulmányozásában, keresztény tanításokban és az orvoslásban merült el.
Miután az aranyművességet és a vincellérkedést is kitanulta, vándororvosként kereste meg kenyerét.  Különösen tehetségesnek bizonyult orvosi témákban készült értekezések, viták írásához; érdeklődését azonban hamarosan korának nagy teológiai vitái felé fordította. Egyidejűleg tanulmányozta az ariánusokat, Antiokheiai Paulinusz püspököt, Athanasziosz püspököt és a tarszoszi Antoniusz presbitert is. 350-ben antiokhiai Leontiusz diakónusává szentelték fel, azonban nemsokára a trinitáriusok száműzték a városból. Az első szirmiumi zsinaton győztesen került ki Basziliusszal és Eusztathiusszal homoiousiáról folytatott vitából. 356-ban Eunomiusszal Alexandriába indult, hogy az arianizmus védelmére kelljen. II. Constantius azonban meghiúsította utazási terveit. Később Flavius Iulianus római császár visszahívta a száműzetésből és egy ideig konstantinápolyi udvarában látta vendégül, majd földbirtokot adományozott neki Leszbosz szigeten. Ugyanekkorról Aétioszt püspökké szentelték fel, ő pedig új címét és hatalmát kihasználva az arianizmus megerősödésén munkálkodott, főleg azzal, hogy több ariánust is püspökké kent fel.
Flavius Valens római császár hatalomrajutasa után, 364-ben egy ideig visszavonult leszboszi birtokára, majd nemsokára rá visszatért Konstantinápolyba; itt halt meg 367-ben.

## Fordítás
- Ez a szócikk részben vagy egészben  az   Aëtius of Antioch című angol Wikipédia-szócikk ezen változatának fordításán alapul.  Az eredeti cikk szerkesztőit annak laptörténete sorolja fel. Ez a jelzés csupán a megfogalmazás eredetét és a szerzői jogokat jelzi, nem szolgál a cikkben szereplő információk forrásmegjelöléseként.